# Llacuna (Metro Barcelona)
Llacuna ist eine unterirdische Station der Metro Barcelona. Sie befindet sich im Stadtteil Sant Martí. Die Station wird von der Metrolinie 4 bedient. Es besteht Umsteigemöglichkeit zu sieben Buslinien an der oberirdischen Haltestelle.
Die Station wurde 1977 im Zuge der Eröffnung der östlichen Verlängerung der Linie 4 in Betrieb genommen. Diese wurde damals von der Station Barceloneta bis nach Selva de Mar verlängert. Bis 1982 hatte die Station den Namen Luchana.